# Euphrasie Kandeke
Euphrasie Kandeke fue una política de Burundi considerada la primera mujer ministra en este país.

## Trayectoria
Pertenecía a la etnia tutsi.
Kandeke está considera la primera mujer que ocupó en Burundi un puesto ministerial aunque existen dos referencias con fechas diferentes ocupando el cargo. Guía Mundial de Mujeres Líderes se señala que asumió el Ministerio de la Mujer en 1974. Por su parte, un resumen sobre la evolución de la mujer en política en Burundi se señala que fue nombrada Ministra de Asuntos de la Mujer por Jean-Baptiste Bagaza en 1984 junto a Caritas Mategeko quien asumió el Ministerio de Asuntos Sociales. Permanecieron en su cargo hasta 1987 cuando se produjo un golpe de Estado.  Durante su carrera también se desempeñó como secretaria general de la Unión de Mujeres de Burundi, una organización que había sido reconocida oficialmente el 3 de marzo de 1967 por el presidente de la Primera República de Burundi Michel Micombero.
 También fue miembro del buró político del partido gubernamental Unión para el Progreso Nacional.